# Oldpark Football Club
Oldpark Football Club est un club de football basé à Belfast. Fondé en 1880, il est un des clubs fondateurs de l'Association irlandaise de football en 1880 et un des huit clubs fondateurs du championnat d'Irlande de football dix ans plus tard en 1890.

## Histoire
Oldpark Football Club est créé en 1880 par des membres du Oldpark Cricket Club. Il intègre l'Association irlandaise de football dès sa création.
Le club dispute à plusieurs reprises l'Irish Cup, la première compétition officielle de football en Irlande. Il atteint à deux reprises les demi-finales en 1888 et 1889.
Oldpark fait partie des huit clubs fondateurs du championnat d'Irlande de football. Il participe à la première édition de la compétition en 1890-1891. Le club termine à la sixième place.
Son passage dans le championnat reste presque sans lendemain puisque Oldpark se retire au terme de la saison 1891-1892.

## Palmarès
- Néant.